# Ріхард Мольє
Рі́хард Мольє́ (нім. Richard Mollier; 30 листопада 1863, Трієст — 13 березня 1935, Дрезден) — німецький теплотехнік, провів експериментальні дослідження термодинамічних властивостей води, пари та вологого повітря. Склав таблиці та ентальпійно-ентропійну діаграму (h-s-діаграму) термодинамічних властивостей води і водяної пари.

## Біографічні дані
Ріхард Мольє народився 30 листопада 1863 року у портовому місті Трієсті. Його батько, Едуард Мольє (нім. Eduard Mollier; 1828—1906), спочатку був корабельним інженером, а згодом став директором і співвласником місцевої машинобудівної фабрики. Мати, Армін, уроджена фон Дік (нім. Armine von Dyck; 1836—1910), була за походженням з аристократичної сім'ї з Мюнхена.
Після закінчення у 1882 році Трієстської гімназії, Ріхард Мольє навчався спочатку в університеті у Ґраці, а потім у Мюнхенському технічному університеті, де значну увагу приділяв вивченню математики та фізики; улюбленими його викладачами там були Моріс Шретер та Карл фон Лінде.
Після успішного завершення навчання в університеті та короткої інженерної практики на підприємстві свого батька Р. Мольє у 1890 році перейшов на роботу до Мюнхенського університету, де став асистентом Моріса Шретера. Його перша наукова робота у 1892 році в університеті під керівництвом Моріса Шретера була пов'язана з побудовою ентропійних діаграм для курсу теорії машин. У 1895 році він захистив докторську дисертацію, присвятивши її питанням ентропії водяної пари.

h-x-діаграма для вологого повітря, яка носить назву «діаграма Мольє»

З 1897 до 1933 працює професором Вищої технічної школи у Дрездені. У 1906 році в Берліні побачила світ його книжка «Neue Tabellen und Diagramme für Wasserdampf» («Нові таблиці та діаграми для водяної пари»).
З самого початку його інтереси були зосереджені на властивостях термодинамічних систем та можливості достовірного представлення їх станів у вигляді графіків та діаграм. Хоча багато колег вважали його чистим теоретиком, оскільки замість проведення власних експериментів він опирався у своїх дослідженнях на емпіричні дані від інших дослідників, насправді він був певною зв'язковою ланкою між теоретиками Рудольфом Клаузіусом, Дж. В. Ґіббзом та ін. й інженерами-практиками.
У 1873 році Гіббс запропонував альтернативу у вигляді Т-s-діаграми, на якій цикл Карно перетворювався у простій прямокутник, завдяки чому з'явилася можливість легко оцінювати ступінь апроксимації реальних термодинамічних процесів по відношенню до ідеальних. Для цієї мети у 1902 році Р. Мольє запропонував використати поняття ентальпії — деякої функції стану, яка на той час була ще мало відомою. Термін «ентальпія» був раніше введений нідерландським фізиком і хіміком Гейке Камерлінг-Оннесом. Подібно до ентропії (термін Клаузіуса), ентальпія є абстрактною властивістю, яка не може бути безпосередньо виміряною. Значна перевага цього поняття полягає в тому, що воно дозволяє описувати зміну енергії термодинамічного середовища без урахування відмінності між теплотою і роботою.
На основі цієї функції стану, Р. Мольє запропонував у 1904 році діаграму, що відображала взаємозв'язок між ентальпією та ентропією, відомою також під назвою «h-s-діаграма». Ця діаграма, при збереженні більшості переваг Т-s-діаграми, дає й певні додаткові можливості, дозволяє на диво просто ілюструвати сутність як першого, так і другого законів термодинаміки. У 1906 в Берліні було видано його книгу «Нові таблиці і діаграми для водяної пари» (нім. Neue Tabellen und Diagramme für Wasserdampf), що у подальшому шість разів перевидавалась.
Вкладаючи зусилля в широкомасштабну реорганізацію термодинамічної практики, Р. Мольє розробив цілу систему термодинамічних розрахунків, що ґрунтувались на використанні поняття ентальпії. За базу для цих розрахунків він запропонував графіки та діаграми властивостей пари та різних холодоагентів. Р. Мольє у 1923 році удосконалив відомі на той час діаграми в прямокутній системі з координатами «температура — ентальпія» для вологого повітря, виконавши їх у косокутній системі координат «ентальпія (h) — абсолютна вологість (x)». У такому вигляді h-x діаграма практично дожила до нашого часу.
За своє життя (помер він у 1935 році у віці 72 роки) Ріхард Мольє опублікував результати низки важливих досліджень у термодинаміці, виховав цілу плеяду видатних вчених. Багато з його учнів, такі як Вільгельм Нуссельт, Рудольф Планк та інші, є авторами фундаментальних відкриттів у цій галузі.

## Публікації
- Die Entropie der Wärme (1895)
- Dampftafeln und Diagramme des Kohlendioxid (1896)
- Neue Diagramme zur Technischen Wärmelehre (1904)
- Neue Tabellen und Diagramme für Wasserdampf (1906)